# Li Kochman
Li Kochman (en hébreu : לי קוכמן), né le 18 avril 1995, est un judokat israélien évoluant dans la catégorie des poids moyens (-90kg).

## Carrière
En 2011, il termine troisième aux Championnats d'Europe cadets. En 2012, il a remporté son premier titre de champion d'Israël, suivi de deux autres en 2017 et 2018. En 2014, il remporte une médaille de bronze aux Championnats d'Europe U23. Kochman participe pour la première fois aux Championnats du monde séniors en 2015, mais s'incline dès le premier tour face au Néerlandais Guillaume Elmont.
Kochman n'inscrit son nom dans les palmarès qu'à partir de 2019. Lors du Grand Chelem de Paris, il atteint les demi-finales et perd finalement dans la lutte pour la troisième place contre le Hongrois Krisztián Tóth. Lors des Championnats d'Europe 2019 organisés dans le cadre des Jeux européens 2019, Kochman prend sa revanche sur le Hongrois en huitièmes de finale puis bat successivement le Slovaque Milan Randl en quarts de finale et le Néerlandais Noël van't End en demi-finale ; en finale, il laisse échappé le titre face au Turc Mikail Özerler. Aux Championnats du monde à Tokyo, Kochman a perdu en huitièmes de finale contre le Serbe Nemanja Majdov.
Après la pause forcée en raison de la pandémie de COVID-19, Kochman perd en huitièmes de finale contre Majdov aux Championnats d'Europe 2020. Six mois plus tard, il s'incline face au Géorgien Lasha Bekauri en huitièmes de finale des Championnats d'Europe 2021. Il a également été éliminé en huitièmes de finale des Championnats du monde 2021 contre l'Ouzbek Davlat Bobonov.
Aux Jeux olympiques de 2021 à Tokyo, Kochman perd en huitièmes de finale contre Bekauri qui sera sacré champion olympique. Il remporte ensuite la médaille de bronze par équipes aux Jeux olympiques d'été de 2020 à Tokyo.

## Palmarès
| Année | Compétition     | Lieu  | Résultat | Catégorie   |
| ----- | --------------- | ----- | -------- | ----------- |
| 2019  | Jeux européens  | Minsk | 2e       | -90kg       |
| 2021  | Jeux olympiques | Tokyo | 3e       | Par équipes |